# Universiteit van Bari
De Aldo Moro-universiteit van Bari (Italiaans:Università degli studi di Bari Aldo Moro) is een openbare universiteit die in 1925 gesticht werd in de Italiaanse havenstad Bari. Het beschikt over om en bij de 70.000 studenten en bijna 2.000 academische personeelsleden. Vandaag telt de universiteit twaalf afzonderlijke faculteiten. Een van de internationaal gerespecteerde inrichtingen van de universiteit is het Centrum voor Normandisch-Suebische Studies (Centro di Studi normanno-svevi) met zijn bijeenkomsten over Zuid-Italiaanse geschiedenis in het normandische en Hohenstaufische tijdperk die sinds 1973 om de twee jaar plaatsvinden.

## Geschiedenis
De universiteit werd in januari 1925 geopend door Benito Mussolini en droeg tevens voor zo'n 83 jaar zijn naam. Op 9 mei 2008 werd de naam van de universiteit veranderd en vernoemd naar de Italiaanse politicus Aldo Moro, precies dertig jaar na zijn dood. Hij studeerde er en doceerde er nadien ook aan de faculteit rechtsgeleerdheid.

## Rectoren
- Attilio Alto, rector van 1986 tot 1991